# Касабланкская конференция
Касабланкская конференция 1943 года — секретные переговоры, проходившие во время Второй мировой войны в период с 14 по 24 января 1943 года в марокканской Касабланке между президентом США Франклином Д. Рузвельтом, премьер-министром Великобритании, генералом де Голлем и членами Объединённого комитета начальников штабов США и Великобритании.  Кодовое название встречи в переписке — «Символ» (Symbol).

## Повестка дня
Вместе с руководителями своих штабов на встрече в отеле квартала Анфа, Рузвельт и Черчилль обсуждали дальнейший ход военных действий. Впервые союзники смогли определиться, где и когда их военные действия будут перенесены на территорию Европы. Северная Африка уже практически полностью находилась под контролем союзнических войск, бои продолжались только в Тунисе. США добились перелома в войне с Японией на Тихом океане, победив в битве за Гуадалканал. Однако существенную опасность для военных поставок США в Великобританию и в Африку представляли германские подводные лодки в Атлантическом океане. Во время первой встречи членов Объединённого комитета начальников штабов британский генерал Алан Брук высказал своё мнение о том, что победа в войне невозможна без эффективного устранения угрозы со стороны подводного флота Германии. Нехватка ресурсов имела решающее значение в планировании дальнейших операций. Несмотря на то, что на производство военной техники США направили всю свою экономическую мощь, вооружения хватало лишь на проведение малых наступательных операций. Центральное место в обсуждении занял вопрос о месте и времени максимально эффективного вступления войск в войну. Рассматривались две возможности: наступательное вторжение ещё в течение 1943 года либо концентрация основных действий на средиземноморском театре военных действий.
План, предложенный Черчиллем, предусматривал захват африканского побережья для размещения там военных баз с целью дальнейшего наступления на противника с юга. Генерал Джордж Маршалл придерживался другого мнения. Он считал ошибкой проведение несогласованных наступательных операций на страны Оси и игнорирование возможности скорой капитуляции Германии.
Генерал Брук уточнил, что единственным из союзников, располагающим крупными сухопутными войсками на тот момент войны, являлся СССР. Любые другие наступления помимо намеченной высадки во Франции 21 дивизии западных союзников в общем плане не имели значения. Однако эта армия сможет противостоять 44 немецким дивизиям только при наличии соответствующего вооружения и тылового обеспечения.
В связи с этим Объединённый комитет начальников штабов пришёл к выводу, что подготовительная фаза операции «Окружение» (англ. Roundup) по высадке войск в Западной Европе завершится не ранее середины августа 1943 года. Тем самым начало высадки в Европу могло состояться лишь поздней осенью 1943 года, что означало, что операция «Roundup» не сможет поддержать летнее наступление советских войск. В ответ на это Черчилль вновь предложил свой план операции «Кузнечный молот» (англ. Sledgehammer), предусматривавший сокращение военных действий в Средиземноморском регионе. Черчилль задумывался о возможности вступления в войну Турции, чтобы, укрепившись там, получить доступ к нефтяным полям Румынии и через Чёрное море к России (см. Аданская конференция).
Известно, что Уинстон Черчилль, который был художником-любителем, вместе с Рузвельтом в ходе конференции (или сразу после неё) совершил поездку в Марракеш, во время которой написал свою единственную картину за всё время войны, «Минарет мечети Аль-Кутубия».

## Результаты
В результате переговоров Объединённого комитета участвовавшие в конференции стороны договорились о первоочередном завершении войны в Африке, заключавшемся во взятии Туниса летом 1943 года, чтобы затем использовать освободившиеся англо-американские войска в высадке на Сицилию. Наступательная операция союзников на Европейском континенте была перенесена на 1944 год, а британцы оставили за собой возможность создания небольшого плацдарма в конце 1943 года. В предвидении резких возражений советского руководства против такого решения лидеры США и Великобритании договорились информировать о нём Сталина лишь в самых общих чертах. США заявили о приоритете своих наступательных планов на Тихом океане, не исключая при этом своего участия в досрочной наступательной операции на суше в Европе при соответствующих военных успехах СССР. Намечалась дальнейшая детальная подготовка операции «Roundup».
Также было принято решение об усилении воздушных бомбардировок стратегических объектов промышленности и городов Германии (Операция «Пойнт-бланк»).
Западные союзники впервые изложили для прессы требование безоговорочной капитуляции Германии, Италии и Японии.